# Libčany
Libčany (deutsch Liebtschan, auch Libtschan) ist eine Gemeinde in Tschechien. Sie liegt zehn Kilometer südwestlich des Stadtzentrums von Hradec Králové und gehört zum Okres Hradec Králové.

## Geographie

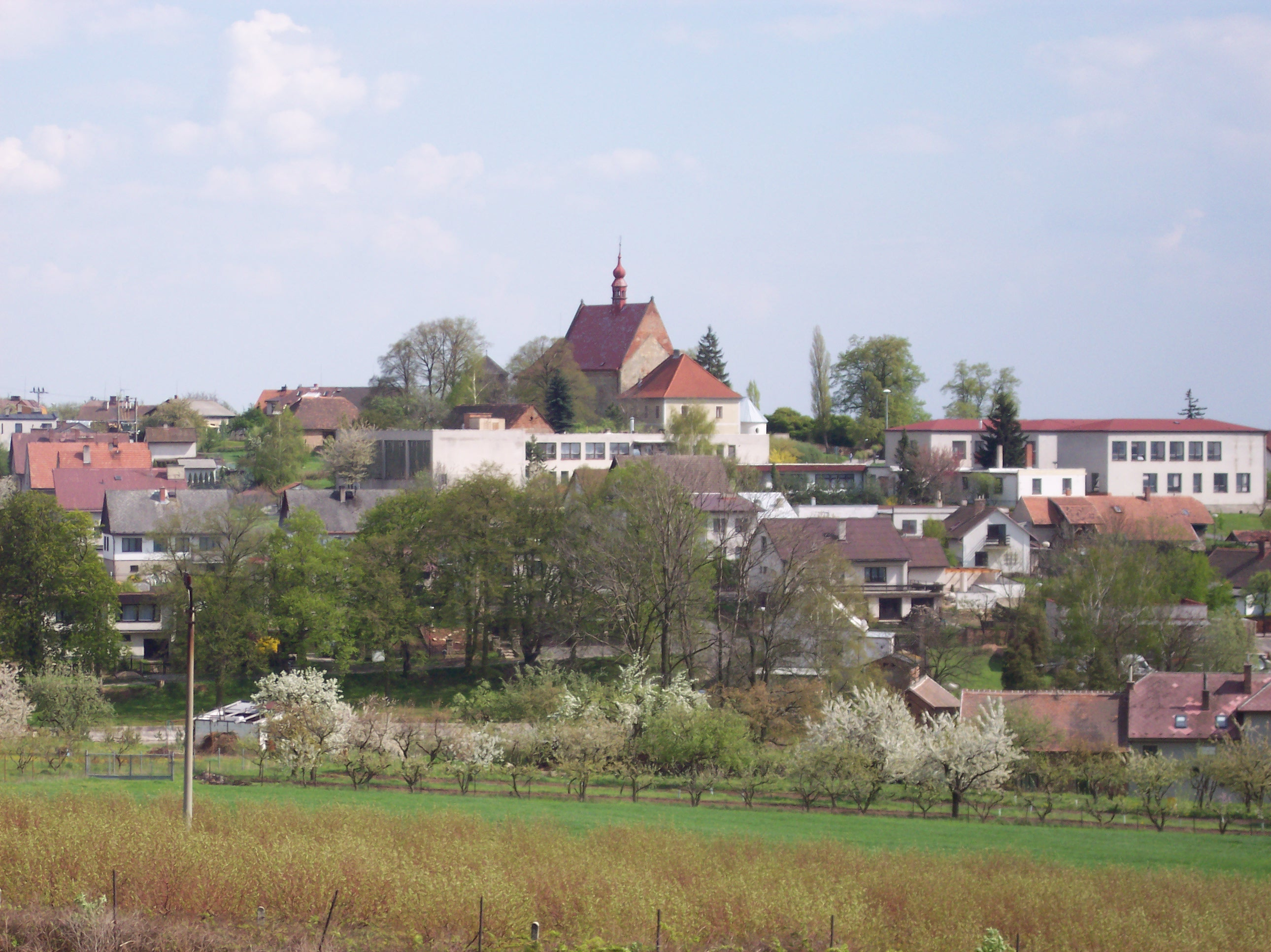
Ortsansicht

Das von Wäldern und Obstgärten umgebene Dorf Libčany befindet sich am westlichen Fuße des Hügels Kavkaz (284 m n.m.) in der Východolabská tabule (Tafelland an der östlichen Elbe). Nordwestlich erhebt sich der Kozí kopec (Geisberg, 286 m n.m.). Nördlich des Dorfes entspringt der Bach Libčanský potok; er wird bei Libčany in den Teichen Brigádnik und Kočár gestaut. Zwei Kilometer südlich verläuft die Silnice I/11.
Nachbarorte sind Hrádek und Radíkovice im Norden, Těchlovice und Stěžery im Nordosten, Hřibsko und Hvozdnice im Osten, Urbanice im Südosten, Lhota pod Libčany im Süden, Roudnice im Südwesten, Puchlovice und Želí im Westen sowie Mlýnek, Nový Radostov und Starý Radostov im Nordosten.

## Geschichte
Archäologische Funde belegen eine frühzeitliche Besiedlung des Gemeindegebietes. Aus der Zeit der Aunjetitzer Kultur wurde ein Körpergrab aufgefunden.
Die erste schriftliche Erwähnung von Libčany erfolgte 1073 in der Gründungsurkunde des Klosters Opatowitz; das Dorf gehörte zur anfänglichen Dotation des Benediktinerklosters. Im Zentrum des Ortes befand sich eine mittelalterliche Feste auf einer von einem Teich umgebenen Landzunge, die im Jahre 1410 dem Bussek von Libčany gehörte. Nachdem das Kloster 1421 während der Hussitenkriege zerstört worden war, wechselten sich verschiedene niedere Adlige als Besitzer des Gutes ab. Im Jahre 1541 erwarb die Stadt Königgrätz das Gut Libčany. Bei der Niederschlagung des böhmischen Ständeaufstandes plünderten 1547 kaiserliche Truppen Libčany. Die alte Feste (Untere Feste) brannte nieder und wurde nicht mehr aufgebaut. Wegen der Beteiligung der Stadt am Aufstand konfiszierte Kaiser Ferdinand I. im selben Jahre sämtliche Königgrätzer Stadtgüter und verkaufte die meisten der eingezogenen Dörfer an Johann von Pernstein. Dessen drei Söhne veräußerten den größten Teil davon gewinnbringend; neuer Besitzer von Libčany wurde 1549 Jindřich Nejedlý von Vysoká, kaiserlicher Bürgermeister von Königgrätz, der eine neue Feste (Obere Feste) erbauen ließ. Um 1600 erwarben die Herren von Daupowitz aus Gut. Nach der Schlacht am Weißen Berg wurde das Gut wegen der Teilnahme von Wilhelm d. J. von Daupowitz am Ständeaufstand von 1618 konfisziert und für 11.396 Schock an Maximilian von Černowitz verkauft. 1642 plünderten schwedische Truppen das Dorf. Nach dem Ende des Dreißigjährigen Krieges gab es in Libčany nur noch vier Bauern, die übrigen Höfe waren verlassen. In dieser Zeit wurde das Gut Třesetitz an Libčany angeschlossen. 1674 erbte Myslibor Peter Straka von Nedabylic Libčany von seiner Frau Johanna Dorothea, geborene Nejedlý von Vysoká. Nachfolgender Besitzer war Johann Peter Straka von Nedabylic (1645–1720); er verfügte in seinem 1710 niedergelegten Testament die Errichtung des Straka-Gestifts zur Errichtung einer adeligen Ritterakademie für junge verarmte Adelige. In diese flossen neben seinen Gütern Liebtschan, Okrauhlitz und Ober Weckelsdorf, deren Wert auf 377.000 Gulden taxiert wurde, auch ein Barvermögen von 38.542 Gulden ein. Nach dem Erlöschen des Grafengeschlechts Straka von Nedabylic wurden die drei Güter ab 1771 als Graf Straka Gestift verwaltet. Auf Anordnung des Kaisers Joseph I. wurde 1782 aus dem Ertrag der drei Güter ein jährliches Stipendium für studierende böhmische Jünglinge adeligen Standes in sämtlichen k. k. Erblanden ausgelobt, das in den niederen Schulen in Höhe 200 Gulden und in den höheren Schulen in Höhe von 300 Gulden gewährt wurde. Genussberechtigt waren vor allem die Verwandten des Stifters, aber auch andere junge böhmische Adlige aus dem Herren- und Ritterstand. Das Präsentationsrecht stand wechselseitig dem Kaiser und den böhmischen Landständen zu. Beim Bauernaufstand von 1775 verwüsteten die Aufständischen unter Führung von Matěj Chvojka das Schloss, wobei ein Schaden von über 2012 Gulden entstand. 1792 wurden die drei Stiftungsgüter unter die Oberverwaltung des böhmisch-ständischen Landesausschusses gestellt. Die fünf Meierhöfe in Liebtschan, Třesetitz, Wosnitz, Sedlitz und Krasnitz wurden teils 1792 unentgeltlich an Untertanen verteilt, teils 1798 emphyteutisch verkauft. Der Weinbau wurde 1792 aufgegeben.
Das Stiftungsgut Liebtschan umfasste 1833 eine Nutzfläche von 3481 Joch 575 Quadratklafter. Die zum Gut gehörigen Wälder wurden von zwei Forstrevieren – dem Praskatschker und dem Třesetitzer Revier – bewirtschaftet; jedoch waren diese wegen der Nähe zu den Festungen Königgrätz und Josefstadt während der Napoleonischen Kriege für den Faschinenbau stark gelichtet worden. Auf dem Gebiet lebten in den Dörfern Liebtschan, Schelly, Wosnitz, Urbanitz, Praskatschka, Sedletz, Krasnitz, Schischkowitz und Třesetitz sowie einem Anteil von Lhota unter Liebtschan (2 Häuser) insgesamt 1985 tschechischsprachige Personen, darunter zwei jüdische Familien. Die Haupterwerbsquelle bildete die Landwirtschaft und die Pferdezucht.
Im Jahre 1835 bestand das im Königgrätzer Kreis gelegene Dorf Liebtschan oder Libtschan, auch Lipschan, Libčan bzw. Libčany genannt, aus 64 Häusern, in denen 519 Personen, darunter zwei jüdische Familien lebten. Unter dem Patronat des böhmisch-ständischen Landesausschusses standen die Kirche Mariä Himmelfahrt und die Schule. Außerdem gab es im Ort ein obrigkeitliches Schloss, ein zeitlich verpachtetes Bräuhaus, ein emphyteutisches Branntweinhaus, eine emphyteutische Windmühle und ein Wirtshaus. Liebtschan war Pfarrort für Schelly, Wosnitz, Urbanitz, Hřibsko, Tiechlowitz, Radikowitz, Radostow, Raudnitz, Lhota unter Liebtschan und Hubenitz. Bis zur Mitte des 19. Jahrhunderts war Liebtschan der Amtsort des gleichnamigen Dominiums.
Nach der Aufhebung der Patrimonialherrschaften bildete Libčany ab 1849 eine Gemeinde im Gerichtsbezirk Nechanitz. Obwohl das Dorf davon verschont blieb, flüchteten die Einwohner während des Deutschen Krieges im Sommer 1866 auf Grund der Nachrichten über den starken Truppenaufmarsch bei Königgrätz in den Wald.
Ab 1868 gehörte die Gemeinde zum Bezirk Königgrätz. Im Jahre 1886 erfolgte der Verkauf des Gutes an Johann Nepomuk von Harrach. Während der deutschen Besetzung bestand in Libčany zwischen 1943 und 1945 ein Kriegsgefangenenlager für Italiener. Die ca. 600 Gefangenen arbeiteten am Bau eines Flugplatzes zwischen Želí und Roudnice.
1949 wurde Libčany dem Okres Hradec Králové-okolí zugeordnet; dieser wurde im Zuge der Gebietsreform von 1960 aufgehoben, seitdem gehört die Gemeinde zum Okres Hradec Králové. 1961 wurden Hvozdnice und Želí eingemeindet, 1985 kamen noch Radíkovice und Radostov hinzu.  Mit Beginn des Jahres 1992 lösten sich Hvozdnice, Radíkovice und Radostov wieder von Libčany los und bildeten eigene Gemeinden. Seit 2002 führt die Gemeinde ein Wappen und Banner. In der Grundschule und dem Kindergarten werden heute ca. 270 Kinder betreut.

## Gemeindegliederung
Die Gemeinde Libčany besteht aus den Ortsteilen Libčany (Liebtschan) und Želí (Schelly, 1939–45 Schell), die zugleich auch Katastralbezirke bilden.

## Partnergemeinden
- Le Mêle-sur-Sarthe, Frankreich – seit 1995[8]

## Sehenswürdigkeiten

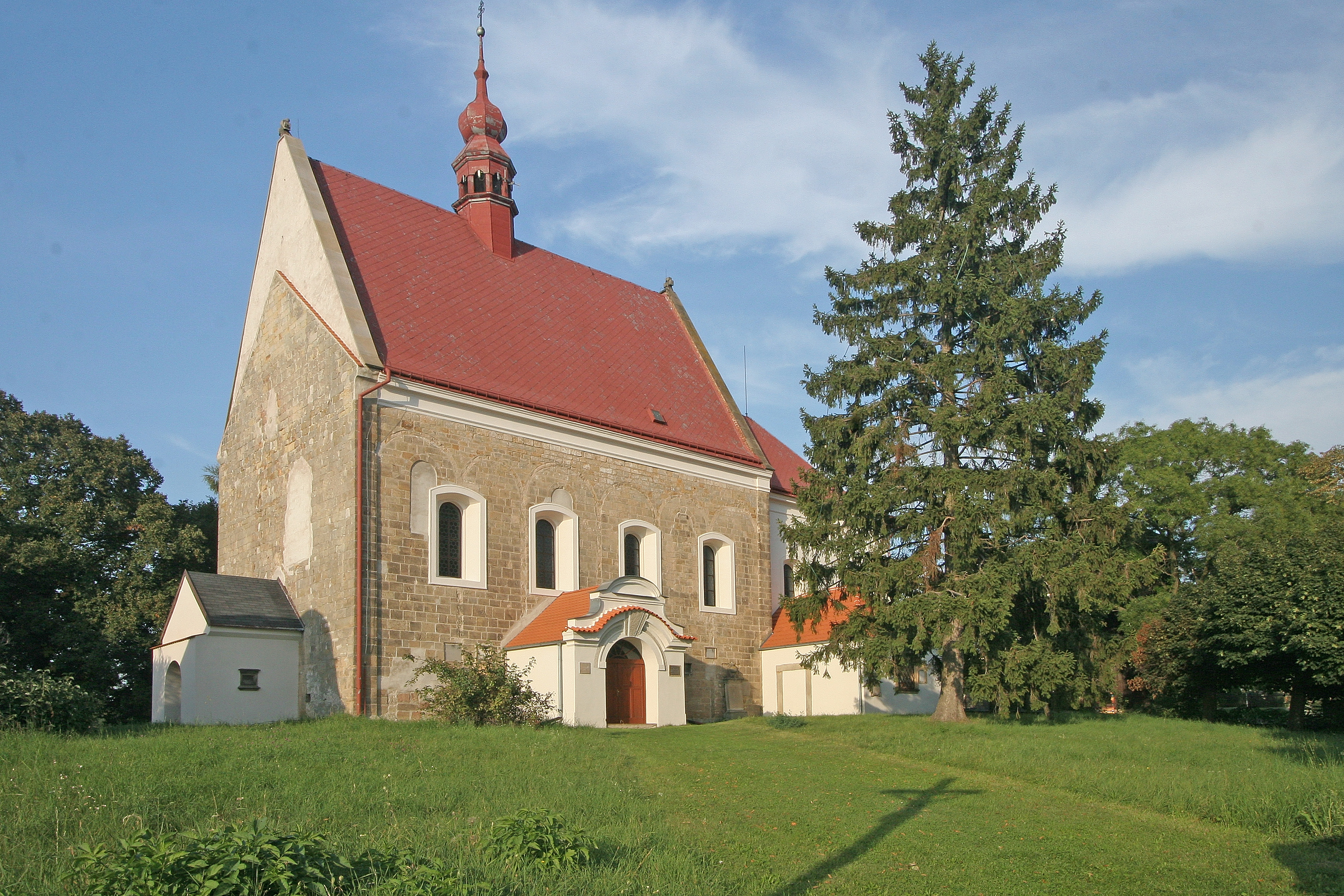
Kirche Mariä Himmelfahrt

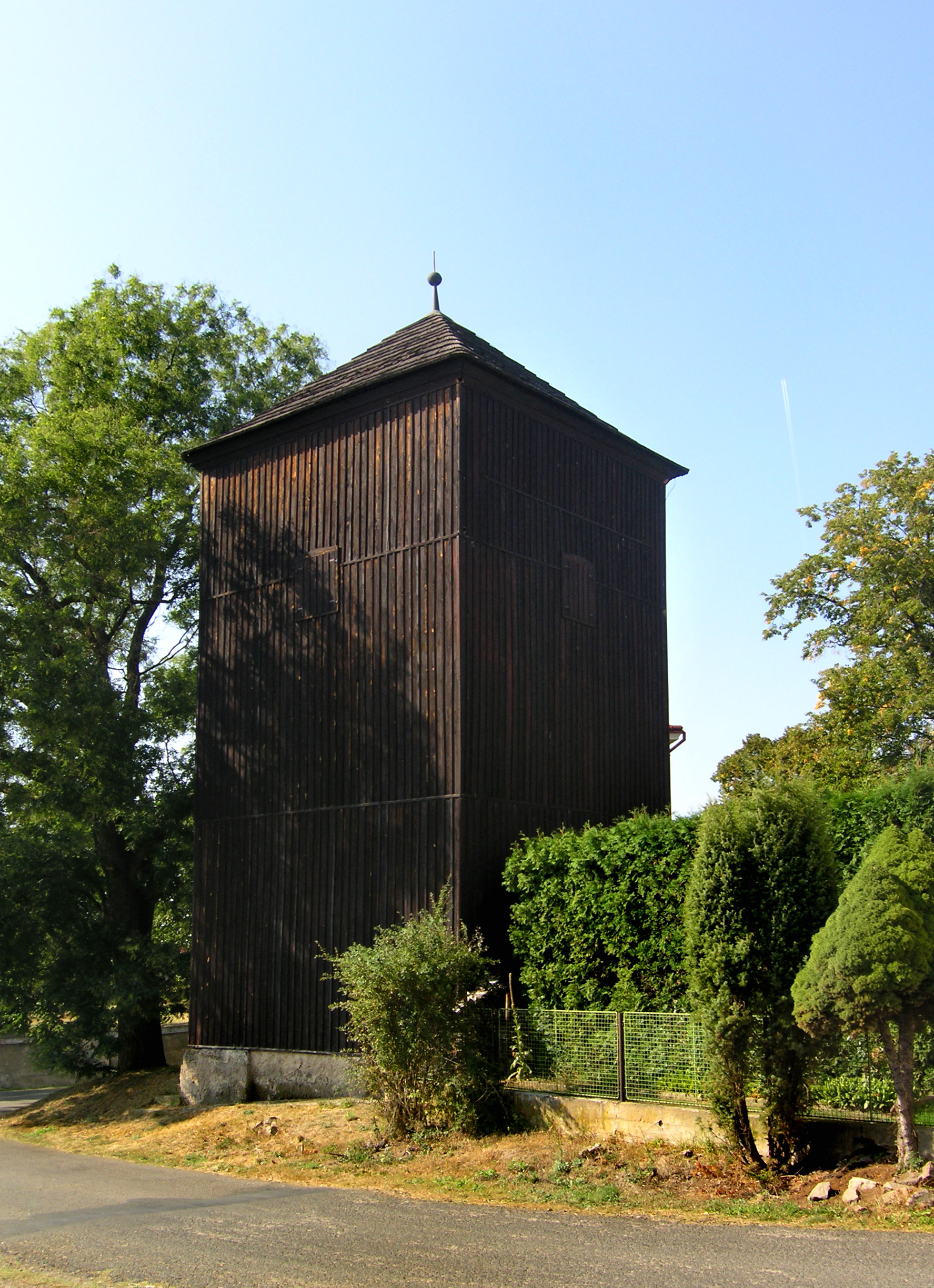
Glockenturm

- Kirche Mariä Himmelfahrt, der romanische Kirchenbau wurde zum Anfang des 13. Jahrhunderts errichtet und am Übergang vom 15. zum 16. Jahrhundert umgebaut. Die Südwand des Schiffes wird durch ein romanisches Portal und ungleichmäßige Arkaden gegliedert. An der Westseite befindet sich ein Portal aus dem Übergang vom 15. zum 16. Jahrhundert. Der Chor wird von zwei Säulen getragen. Das Interieur stammt aus dem 18. Jahrhundert. Den Hochaltar ziert ein in den 1730er Jahren von Matthias Bernhard Braun geschaffenes Grabmal des Erlösers mit Sandsteinfiguren der Jungfrau Mariä und der zwölf Apostel. Das Wandbild hinter dem Hauptaltar entstand um 1750. Das in eine Säule des Triumphbogens integrierte Grabmal für Johann Peter Straka von Nedabylic stammt ebenfalls von Braun. Umgeben wird die Kirche von einem Friedhof, auf ihm wurde 1791 der Bauernanführer Matěj Chvojka begraben.
- Hölzerner Glockenturm, neben der Kirche
- Pfarrhaus, erbaut 1799
- Ehemaliges Schloss Libčany, zum Ende des 17. Jahrhunderts ließen die Straka von Nedabylic die Obere Feste zu einem kleinen eingeschossigen Barockschloss umgestalten. Nach dem Brand von 1762 wurde es wiederaufgebaut und 1775 von aufständischen Bauern verwüstet. Nach dem Aussterben der Grafen Straka von Nedabylic diente das Schloss als Sitz der Amtsverwaltung für das Stiftungsgut Libčany. Johann Nepomuk von Harrach, der das Schloss 1886 erworben hatte, ließ darin das Archiv und die Bauverwaltung der Grundherrschaft Sadová unterbringen. Zwischen 1893 und 1895 lebte der junge Jaroslav Durych bei seinem Onkel im Schloss. Im Besitz der Familie Harrach blieb das Schloss bis 1929. Nach der Verstaatlichung des Schlosses im Jahre 1945 wurde darin ein Kindergarten untergebracht. Zwischen 1971 und 1975 erfolgte ein radikaler Umbau des Schlosses zu einer Grundschule mit Kindergarten; dabei wurde das Gebäude um ein Stockwerk erhöht und ein Seitenflügel angebaut. Dabei gingen auch das historische Erscheinungsbild und der Wert des Gebäudes als historisches Denkmal verloren. Einziger erhaltener Gebäudeteil ist der Altan zum Schlossgarten.

## Söhne und Töchter der Gemeinde
- Zdeňek Wirth (1878–1961), Historiker
- Vojtěch Sedláček (1892–1973), Maler